# Бремен (држава)
Бремен, званично Слободни ханзеатски град Бремен (ннем. Free Hansestadt Bremen), је са 404  најмања држава Немачке. Државу сачињавају град Бремен (327 km²) и 60 km удаљени Бремерхафен. Њих раздваја територија покрајине Доња Саксонија. Број становника ова два града је укупно 664.000.

## Природа
Иако је Бремен веома мала савезна држава, неке површине су и даље паркови природе. Постоји ограничена пољопривредна активност у овој држави.

## Привреда
Заснива се на увозу кафе и извозу аутомобила. У Бремену су фабрике Дајмлер−Крајслер (DaimlerChrysler), Ербас (Airbus), као и више погона прехрамбене индустрије.

### Транспорт
Бремен и Бремерхафен су друга највећа лука у Немачкој.
Град има два аеродрома.

## Историја
Држава Бремен заснива се на средњовековној традицији Ханзе и некадашњем војводству. После Вестфалског мира (1648), ово војводство је припало Шведској, а касније је град постао независан. Услед наноса реке Везер, било је потребно саградити нову луку Вегесак (данас део града Бремена), и основати Бремерхафен. Када се Немачка ујединила, 1871, Бремен је био једини град−држава у целом царству.
После Другог светског рата, Бремен је био у америчкој окупационој зони, као енклава окружена британском зоном. Тако је касније постао посебна савезна држава.

## Образовање
У држави Бремен постоје два универзитета, две високе школе, Висока школа за уметност у Бремену, као и друге институције, на пример Центар за истраживање поларних области у Бремерхафену.